# Viljem Kindler
Viljem Kindler, slovenski gozdar, * 14. februar 1912, Leskova dolina, Snežnik, † 26. maj 1994, Ilirska Bistrica.

## Življenje in delo
Tako kot njegov oče in stari oče se je tudi Viljem zapisal gozdarskemu poklicu. Rodil se je naselbini gozdarjev v Leskovi dolini sredi snežniških gozdov. Ljudsko šolo je obiskoval v Trnovem (sedaj del Ilirske Bistrice), gimnazijo na Sušaku (predel Reke), gozdarsko šolo pa v Postojni. Po končanem šolanju in opravljenem državnem izpitu je postal gozdarski tehnik, kasneje pa nadgozdar. Pred 2. svetovno vojno je služboval na veleposestvu rodbine Schönburg-Waldenburg v snežniških gozdovih. Med vojno je leta 1943 v revirju Mašun doživel ofenzivo nemške vojske in požig pristave Mašun. Tedaj mu je bilo uničeno celotno imetje z vsemi dokumenti. Po osvoboditvi ga je poklicna pot vodila kot upravitelja tedanjih gozdnih uprav v Trnovski gozd na Javornike in Snežnik. Zadnjo zaposlitev pred upokojitvijo leta 1969 je opravljal kot referent za gozdarstvo na občini Ilirska Bistrica. Ljubiteljsko se je ukvarjal z raziskovanjem preteklosti in iztrgal pozabi mnoge zanimivosti iz zgodovine snežniških gozdov. Napisal je knjigo Zgodovinski paberki o srednjeveških gozdovih ob zgornjem toku Velike vode in nekaterih drugih bližnjih gozdovih (Ljubljana, 1970).
Po njegovi zaslugi je Ilirska Bistrica dobila več kot 12 ha urejenih parkov in zelenic. Na njegovo pobudo pa so leta 1967 v Ilirski Bistrici ustanovili Hortikulturno društvo Vrtnica, eno prvih v Sloveniji. Kot dolgoleten tajnik je bil ves čas gonilna sila društva, njegova zagnanost in skrb za zelene površine pa je postala splošno znana. Zveza hortikulturnih društev Slovenije ga je imenovala za častnega člana. Poleg mnogih drugih priznanj je prejel tudi najvišje priznanje občine Ilirska Bistrica »Plaketo 4. junij«.